# 烏魯阿潘
烏魯阿潘（西班牙語：Uruapan）是墨西哥的城市，由米卻肯州負責管轄，位於該國南部，始建於1533年，海拔高度1,620米，當地出產的鳄梨大量出口至美國、日本和其他國家，2010年人口315,350。
该城市的中心具有殖民地风格的建筑，城市的中心以乌鲁阿潘马蒂雷斯广场为标志。自殖民时期以来，该地区一直是一个农业中心，种植鳄梨等作物。它位于墨西哥鳄梨生产最高的地区。它被称为鳄梨的世界之都，鳄梨从这里运往墨西哥各地，并出口到美国，中美洲，欧洲和日本。2000年，该市创造了《吉尼斯世界纪录》，创造了最大一批鳄梨调味酱，用一吨新鲜的鳄梨制成了1,288公斤的蘸酱。
在墨西哥革命期间，乌鲁阿潘多次遭到袭击。